# Kategorie bytu
Kategorie bytu byl v socialistickém Československu a následně v České republice údaj charakterizující kvalitu a stupeň vybavenosti bytu ústředním topením a základním příslušenstvím (koupelnou a záchodem). Obvykle se uváděl ve spojení s počtem obytných místností a kuchyní, např. „byt 3+1 I. kategorie“. V souvislosti s deregulací nájemného tato kategorizace v letech 2000–2010 postupně zanikla.

## Historie kategorizace
V roce 1964 byla vyhláškou č. 60/1964 Sb. zrušena řada starších vyhlášek, vydaných v Úředním listu, například vyhláška č. 224/1946 Ú. l., o určení úplaty za užívání bytů a jiných místností v domech konfiskovaných podle dekretu č. 108/1945 Sb. v pohraničí, vyhláška č. 424/1948 Ú. l., o úplatě za používání osobního výtahu, vyhláška č. 411/1950 Ú. l., o úpravě nájemného z bytů a jiných místností dokončených po 5. květnu 1945, a obecně všechny předpisy vydané před 5. květnem 1945, pokud upravují určování úhrady za byty přenechané do užívání občanům a za služby spojené s užíváním těchto bytů. Není vyloučeno, že některý z těchto předpisů obsahoval nějakou kategorizaci bytů. 
Jednotnou kategorizaci zavedla vyhláška Ústřední správy pro rozvoj místního hospodářství č. 60/1964 Sb., o úhradě za užívání bytu a za služby spojené s užíváním bytu, v § 4: 
- I. kategorie – byty s ústředním (dálkovým) vytápěním a s úplným nebo částečným základním příslušenstvím,
- II. kategorie – byty bez ústředního (dálkového) vytápění a s úplným základním příslušenstvím, a byty se společným základním příslušenstvím, jsou-li ústředně (dálkově) vytápěny
- III. kategorie – byty bez ústředního (dálkového) vytápění a s částečným základním příslušenstvím v bytě pod uzavřením,
- IV. kategorie – byty bez ústředního (dálkového) vytápění a bez základního příslušenství nebo se společným základním příslušenstvím

Základní příslušenství bytu I. a II. kategorie se považovalo za jeho součást, bylo-li přímo v bytě pod uzavřením anebo i mimo byt, avšak ve stejném podlaží a užíval je výhradně jen nájemce.
Rozdělení bytů do kategorií do čtyř kategorií podle rozsahu základního příslušenství a způsobu vytápění pro určení maximální výše nájemného stanovila poté vyhláška ministerstva financí č. 176/1993 Sb., o nájemném z bytu a úhradě za plnění poskytovaná s užíváním bytu, a to v § 4: 
- I. kategorie: všechny obytné místnosti přímo vytápěny ústředním vytápěním, byt má základní příslušenství
- II. kategorie: 
  - a) bez ústředního vytápění a se základním příslušenstvím,
  - b) s ústředním vytápěním a s částečným nebo společným základním příslušenstvím,
- III. kategorie:
  - a) bez ústředního vytápění a s částečným základním příslušenstvím,
  - b) s ústředním vytápěním a bez základního příslušenství.
- IV. kategorie: bez ústředního vytápění a bez základního příslušenství nebo se společným základním příslušenstvím

Maximální základní měsíční nájemné za 1 m² podlahové plochy bytu podle § 5 vyhlášky 176/1993 Sb. činilo v bytě
- I. kategorie 6 Kč
- II. kategorie 4,50 Kč
- III. kategorie 3,50 Kč
- IV. kategorie 2,50 Kč.

Pro „nižší kvalitu bytu“, odstupňovanou různými dalšími parametry (např. elektrifikace, plynofikace, výtah, suterénní a vlhké byty), a podle umístění v části obce, chráněném území aj. pak byla stanovena možnost úpravy základního nájemného v procentech dolů i nahoru. 
Vyhláška č. 176/1993 Sb. byla zrušena nálezem ústavního soudu č. 231/2000 Sb. na návrh skupiny senátorů, protože zákonem č. 135/1994 Sb. zaniklo zákonné zmocnění, na jehož základě byla vydána. 
Zařazení bytu do kategorií I–IV bylo v České republice sledováno ještě při sčítání lidu v roce 2001. V roce 2001 bylo v České republice nasčítáno 3 827 678 bytů. Podíl bytů I. kategorie mezi lety 1991 a 2001 stoupl z 69,9 na 88,5 %. Do II. kategorie v roce 2001 spadalo 10,5 % bytů, do III. kategorie 2,8 % bytů, podíl bytů IV. kategorie mezi lety 1991 a 2001 klesl ze 4,9 na 1,3 %. Byty III. a IV. kategorie byly převážně v rodinných domech (kde do těchto kategorií spadalo zhruba 6 % bytů), zatímco v bytových domech jen kolem 1 % bytů.
Podle tradované informace tato kategorizace bytů údajně zanikla účinností zákona č. 107/2006 Sb., o jednostranném zvyšování nájemného z bytu a o změně občanského zákoníku, ač tento zákon neobsahuje žádná zrušovací ustanovení.
S dočasnou účinností od 31. března 2006 do 31. prosince 2010 zákon č. 107/2006 Sb. používá pojem „byt se sníženou kvalitou“, což podle § 2 písm. e) byl byt bez ústředního vytápění a s částečným nebo společným základním příslušenstvím, nebo byt bez ústředního vytápění a bez základního příslušenství, nebo byt s ústředním vytápěním bez základního příslušenství. Základním příslušenstvím se přitom rozuměly koupelna nebo koupelnový, popřípadě sprchový kout a splachovací záchod. Toto základní příslušenství se považovalo za součást bytu, i když bylo v domě mimo byt, pokud jej užíval jen nájemce bytu. To odpovídalo zákonné definici "příslušeství bytu", která byla od roku 1964  uvedena v tehdy platném a účinném občaském zákoníku. Podle ustanovení § 121 odst. 2 zákona č. 40/1964 Sb., občanský zákoník, platilo totiž, že "[p]říslušenstvím bytu jsou vedlejší místnosti a prostory určené k tomu, aby byly s bytem užívány". Ústředním vytápěním se rozumělo vytápění zdrojem tepla, který je umístěn mimo byt, nebo který je umístěn v místnosti k tomu určené, včetně sklepa v rodinném domě s jedním bytem, nebo jiné elektrické nebo plynové vytápění.